# Cartoon Network: Pugni a volontà
Cartoon Network: Pugni a volontà (Cartoon Network: Punch Time Explosion) è un videogioco sviluppato dalla Papaya Studio e pubblicato dalla Crave Entertainment negli Stati Uniti e dalla Deep Silver in Europa. Comparso per la prima volta il 2 giugno 2011 in America Settentrionale ed il 20 aprile 2012 in Europa. Il gioco venne inizialmente proposto per Nintendo 3DS, ma successivamente venne realizzata una conversione del gioco per le principali console (Wii, Xbox 360, PlayStation 3)
Il videogioco consente al giocatore di utilizzare alcuni fra i principali personaggi delle serie trasmesse dalla rete televisiva Cartoon Network, come Ben 10, Le Superchicche, Le tenebrose avventure di Billy e Mandy, Capitan Planet e i Planeteers, Johnny Bravo, Samurai Jack, Il laboratorio di Dexter, Nome in codice: Kommando Nuovi Diavoli, Chowder - Scuola di cucina e Le meravigliose disavventure di Flapjack.

## Trama
Dinanzi alla minaccia agli universi di Cartoon Network perpetrata da Vilgax con lo scopo di sconfiggere Ben Tennyson, le forze del bene si riuniscono sotto la guida di Dexter.
Tuttavia, con orrore, scopre il mondo di Dexter (Il laboratorio di Dexter) di fronte a una distruzione molto strana e totale. Il canale è improvvisamente girato a vari altri spettacoli, prima di mostrare Vilgax (da Ben 10: Ultimate Alien) attaccando la città di Marzapane (da Chowder). Ben Tennyson (Ben 10: Ultimate Alien) si imbatte in un articolo sul giornale in cui scopre il ritorno di Vilgax e va a trovarlo, solo per essere trasportato nella città di Marzapane. Riconoscendo l'impostazione dalla Ultimatrix, Ben va a trovare Vilgax. Alla fine incontra Chowder, che è stato stranamente ricolorato e trasformato in un essere malvagio. Dopo averlo sconfitto, Ben e Chowder finiscono per trovare Vilgax, che ha tenuto in ostaggio Mung Daal. All'arrivo dei due, Vilgax rivela che Marzapane non è un altro pianeta, ma una dimensione alternativa. Vilgax poi svanisce, lasciando che Mung sia attaccato dai cavalieri mortali e Broccoloidi. Dopo aver salvato Mung, l'Ultimatrix rileva un disturbo dimensionale nella dimensione di Chowder, che sta scomparendo.
Ben e Chowder vengono poi trasportati in Bellwood, dove combattono con Molly posseduta (de Le Superchicche). Essi vengono poi trasportati al Vuoto Totale, dove combattono per sempre cavalieri e R.E.D.s lungo la strada. Mentre si trovano Vilgax, si trasporta il tre a Primus, dove devono combattere Kevin Levin (Ben 10: Ultimate Alien), che è stato trasformato in finale Kevin 11 da Vilgax. Dopo aver sconfitto Kevin (con l'aiuto di Gwen Tennyson nella versione XL), Primus (insieme al resto della dimensione di Ben) svanisce. Per fortuna, sono salvati da Dexter, che ha costruito una macchina di viaggio inter-dimensionale capsule-like. Decidono di reclutare altri eroi per salvare le dimensioni, a partire da Flapjack (da Le meravigliose disavventure di Flapjack), ma vengono interrotti da Barbacolla (di Nome in codice: Kommando nuovi diavoli).
Seguendo gli ordini di Dexter, Flapjack inizia a cercare il suo amico, il capitano Scrocchio (Flapjack). Dopo aver combattuto Barbacolla, gabbiani e polli mutanti, incontrano Vilgax e Numero Uno posseduto (Nome in codice: Kommando nuovi diavoli). Dopo aver sconfitto i cattivi, Vilgax svanisce e Numero Uno si unisce a Flapjack e Scrocchio. Allora Barbacolla appare e rivela che egli intende rivendicare l'Isola Caramellata per se stesso, quando la balena Bolla (Flapjack) li coglie in bocca. Dopo aver sconfitto Barbacolla, i cattivi si ritirano e Flapjack, Scrocchio, e Numero 1 vengono teletrasportati alla capsula di Dexter, mentre la dimensione di Flapjack svanisce fuori dallo schermo.
Dexter e poi Numero 1, Flapjack, e Scrocchio scendono sulla casa sull'albero del Settore V del KND, dove devono sconfiggere Barbacolla e i suoi pirati per bene. Con l'aiuto di Numero 1 (bambini accanto), il trio è in grado di sconfiggere le forze di Barbacolla, così come i robot nemici (e anche Sturator nella versione XL). Come Numero 2 non è in grado di capire un modo per inviare Flapjack e Scrocchio a casa, Dexter si vede costretto a formulare ulteriori tappe del suo piano "salva le dimensioni" nel suo laboratorio. Tuttavia, il Padre (Nome in codice: Kommando nuovi diavoli) si intrufola nel laboratorio e sabota le macchine con i suoi poteri. Ciò fa inviare la capsula (con dentro Ben, Chowder, e Molly) al Comune di Townsville, dove si incontrano con Lolly e Dolly (Le Superchicche), che sono stati possedute, ma erano facilmente tornate alla normalità dopo la brutta caduta nella porta capsula.
Dopo aver combattuto la loro strada contro i Broccoloidi (che sono visto indossare caschi di costruzione) e Ultra-Robots e aver liberato il Sindaco (Le Superchicche), decidono e la battaglia tra di loro che dovrebbero assumere Mojo Jojo (Le Superchicche), che è infuriato attraverso Townsville in un robot gigante. Il vincitore distrugge quindi nucleo energetico del robot, con la conseguente ritirata di Mojo. Gli eroi testa fuori nella capsula, come la dimensione de Le Superchicche' svanisce e arrivano alla Casa Foster per amici immaginari, dove Cheese (Gli amici immaginari di Casa Foster) è stato cacciato dagli Beetle droni. Dopo aver liberato Mac e Bloo posseduti (Gli amici immaginari di Casa Foster), i due raggiungono gli altri verso il tetto della casa, dove li attende Cheese. Dopo il salvataggio del formaggio, gli eroi lasciano la dimensione di Mac e Bloo nel momento in cui svanisce e raccolgono Flapjack, Scrocchio, e Numero 1 nella dimensione del Kommando nuovi diavoli che svanisce dallo schermo.
Tutti tornano al laboratorio di Dexter, solo per scoprire che è stato pesantemente danneggiato dal Padre. Mentre si avventurano tra le rovine del laboratorio, i nostri eroi hanno liberato la scimmia (Il labpratorio di Dexter) dalla prigionia, ondate di battaglia del dado spazio e robot di Mojo, e anche cavalcare un carro armato mentre facendo saltare le torrette, le miniere, e droni di Vilgax. Alla ricerca di padre, combattono e sconfiggerlo (con l'aiuto di Numero 1), eppure è in grado di ritirarsi. Aku (da Samurai Jack) appare improvvisamente e (dopo aver subito alcuni commenti da Chowder, Dolly, Flapjack, e Scrocchio) li attacca nella sua forma regolare (solo per ottenere costantemente malmenati da Dee Dee nella versione XL) prima di trasformarsi in un drago. Aku è in ultima analisi vinto dopo essere stato colpito da un'arma raggio laser. Gli eroi poi fuggire dimensione di Dexter come svanisce off-screen e arrivano in Endsville, che
Dopo aver incontrato Tenebra (Le tenebrose avventure di Billy e Mandy), vengono a sapere che "alcuni tizi cattivi" hanno rapito Billy e Mandy (Le tenebrose avventure di Billy e Mandy). Mentre si avventurano attraverso Endsville, sfuggono a un tornado mortale e combattono contro il generale Skarr (Hector Polpetta), che in un elicottero guidato da Hector Polpetta. Alla fine trovano e la battaglia di Billy e Mandy, che sono stati posseduti, e poi imparare da Mandy che "i morti camminano di nuovo" con grande fastidio di Tenebra. Dopo aver sconfitto un esercito di zombie, scopre Tenebra che la causa del terrore di Endsville sta venendo dagli Inferi, dove trovano e la sconfitta Mojo e Padre. Essi sono in grado di sfuggire al Underworld in quanto (insieme al resto dei Billy e la dimensione di Mandy) svanisce, ma Chowder rende a malapena grazie ad un lecca-lecca di Scrocchio aveva con sé.
Rendendosi conto che non c'è una sola dimensione a sinistra, arrivano rapidamente in Samurai Dojo, dove possedeva Samurai Jack (Samurai Jack) è stranamente attaccando tirapiedi di Vilgax. Dopo aver sconfitto il guerriero dei samurai, Jack decide di unirsi con gli altri eroi, come un esercito di "male indicibile" sta raccogliendo. Essi sono poi attaccati da Vilgax, che è stato a guardarli in tutte le altre dimensioni. Dopo la sconfitta definitiva di Vilgax, gli eroi viaggia attraverso il mondo di Jack, dove combattono Ultra-Robots and Space Nut Boogie. Arrivando in città, combattono un enorme esercito di Ultra-Robots. Dopo la loro vittoria, Dexter conclude che essi hanno tutto il necessario per ripristinare le dimensioni e rimettere le cose a posto. Come la capsula si prepara a fare un'ulteriore curvatura, mentre la dimensione di Jack svanisce, esplode all'improvviso per ragioni sconosciute.
Come l'annunciatore ritiene che la capsula che esplode come "incredibilmente scarsa pianificazione", gli eroi sono lasciati galleggiare in una dimensione molto strano e non riconosciuta composta da vecchi televisori. Lì, trovano il cattivo principale responsabile dell'intero tracollo dimensionale galleggiante verso basso - telecomando del televisore del annunciatore! L'annunciatore poi orologi, scioccata, come suo proprio telecomando trasforma in un robot gigante con un occhio con un'arma blaster retrattile che intrappola gli eroi in un anello di energia e sta per trasmetterli attraverso un portale di oblio, presumibilmente per cancellarli permanentemente (e tutto ciò che resta dei loro spettacoli) per sempre. Ma all'ultimo secondo, convocano Captain Planet (da Capitan Planet e i Planeteers), che li libera e insieme combattono contro telecomando TV del annunciatore.
Una volta che il telecomando della TV è sconfitto e trasformato in un normale telecomando, Ben e Dexter reinserire le batterie per ripristinare le dimensioni e (dopo un ultimo addio), tutti sono tornati alle loro dimensioni casa. Chowder è tornato a Marzapane, Mac e Bloo de Gli amici immaginari di Casa Foster, Dexter e Scimmia de il laboratorio di Dexter, Numero 1 di Nome in codice KND, Samurai Jack, Tenebra, Billy e Mandy de le tenebrose avventure di Billy e Mandy, Lolly, Dolly, e Molly da Le Superchicche, Flapjack e Scrocchio de le meravigliose disavventure di Flapjack, e Ben di Ben 10 Ultimate Alien. Tutto va poi torna alla normalità, tranne che il presentatore ora non ha un telecomando e deve alzarsi per cambiare canale se stesso (come fa notare). Poi, si chiede se egli potrebbe ottenere una lava-uomo per cambiare il canale per lui con una leva gigante. Si è ovviamente implicito che la citazione finale è un riferimento a Moltar e al suo ruolo sulla Coast to Coast.

## Modalità di gioco

### Personaggi giocabili
- Ben Tennyson (ragazzo)
- Chowder & Kimchi
- Molly
- Flapjack
- Capitan Scrocchio
- Numero 1
- Dolly
- Lolly
- Mac & Bloo
- Dexter
- Scimmia
- Tenebra
- Billy & Mandy
- Samurai Jack
- Capitan Planet
- Il Padre
- Vilgax
- Mojo Jojo
- Kevin E. Levin[4]
- Johnny Bravo[4]
- Lui[4]
- Ben Tennyson (bambino)[4]
- Scotsman [4]
- Hoss Delgado [4]
- Sturator [4]
- Aku [4]